# Anlaut
Der Anlaut ist morphologisch betrachtet der erste Laut eines Wortes oder einer Silbe. So ist [⁠n⁠] der Anlaut des Wortes „Name“ bzw. der Silbe „Na-“. Und [⁠ʃ⁠] („sch“) ist der Anlaut des Wortes „Schule“ bzw. der Silbe „Schu-“. 
Dem Anlaut kann ein Inlaut oder direkt ein Auslaut folgen, wie bei „du“. 
Anlaute werden, kombiniert mit entsprechend passenden Bildern, häufig in der Grundschule in Form von sog. Anlauttabellen in den ersten Klassen zum Schriftspracherwerb verwendet.